# Mac Speedie
Mac Curtis Speedie (Odell, 12 gennaio 1920 – Laguna Hills, 5 marzo 1993) è stato un giocatore di football americano statunitense che ha giocato nel ruolo di end nella All-America Football Conference (AAFC), nella National Football League (NFL) e nella Western Interprovincial Football Union (WIFU). Al college giocò a football all'Università dello Utah. È stato introdotto nella Pro Football Hall of Fame nel 2020

## Carriera professionistica
Un alto e veloce corridore la cui particolare andatura gli permise di trovare spazi aperti tra i difensori, Speedie guidò la lega in ricezioni quattro volte e fu inserito nel First-team All-Pro sei volte. La sua media di 800 yard ricevute a stagione non fu superata che dopo vent'anni dal suo ritiro, così come la sua media di 50 yard ricevute a partita.
Dopo aver concluso il college ed aver prestato servizio militare per quattro anni, Speedie si unì ai Cleveland Browns nel 1946, dove giocò come ricevitore insieme al quarterback Otto Graham, al fullback Marion Motley e al compagno di reparto Dante Lavelli. I Browns, una squadra della appena formata AAFC, vinsero tutti i campionati tenuti dalla lega dal 1946 al 1949. Ne 1950 la lega confluì nella NFL e Speedie continuò ad avere successo, con la squadra che vinse subito il titolo NFL. Dopo altri due anni coi Browns, Speedie lasciò la franchigia per la Western Interprovincial Football Union a causa di un conflitto con l'allenatore Paul Brown. Giocò due stagioni complete nella WIFU e la prima gara di una terza prima di ritirarsi.
Speedie nel 1960 fu assunto come allenatore dei ricevitori degli Houston Oilers della American Football League (AFL), con cui vinse il titolo inaugurale della lega. Nel 1964 divenne capo-allenatore, con scarso successo, dei Denver Broncos. Dopo le sue dimissioni nel 1966, Speedie divenne un osservatore per i Broncos, lavoro che conservò fino al ritiro nel 1982.

## Palmarès
- Campione NFL: 1

1950
- Campione AAFC: 4

1946, 1947, 1948, 1949
- Pro Bowl: 2

1950, 1952
- First-Team All-Pro: 6

1946, 1947, 1948, 1949, 1950, 1952
- Leader della AAFC in yard ricevute: 2

1947, 1949
- Formazione ideale della NFL degli anni 1940
- Pro Football Hall of Fame (classe del 2020)